# Sex Type Thing
«Sex Type Thing» — песня американской гранж-группы Stone Temple Pilots, выпущенная как первый сингл с дебютного студийного альбома Core. Песня достигла 55-й строчки в чарте Великобритании UK Singles Chart.

## Текст и композиция
Текст песни был написан Скоттом Уайландом после того, как девушка, с которой он встречался, была изнасилована тремя школьными футболистами после вечеринки. Уайланд заявил, что «Sex Type Thing» — это заявление против изнасилования, а не просто о сексе, и сказал:
Эта песня вообще не о сексе. Речь идет о контроле, насилии и злоупотреблении властью.
По словам гитариста Дина Делео, песня Led Zeppelin «In the Light» оказала непосредственное влияние на основной рифф в песне «Sex Type Thing».

## Список композиций
| №  | Название               | Длительность |
| -- | ---------------------- | ------------ |
| 1. | «Sex Type Thing»       | 3:38         |
| 2. | «Piece of Pie»         | 5:28         |
| 3. | «Wicked Garden (Live)» | 4:26         |
| 4. | «Sin (Live)»           | 7:52         |

| №  | Название                  | Длительность |
| -- | ------------------------- | ------------ |
| 1. | «Sex Type Thing»          | 3:38         |
| 2. | «Piece of Pie»            | 5:28         |
| 3. | «Dead and Bloated (Live)» | 4:53         |
| 4. | «Sex Type Thing (Live)»   | 4:01         |

## Чарты
| Чарт (1993)                       | Позиция |
| --------------------------------- | ------- |
| Великобритания (UK Singles Chart) | 55      |
| США (Album Rock Tracks)           | 23      |

## Участники записи
- Скотт Уайланд — вокал
- Дин Делео — гитара
- Роберт Делео — бас-гитара
- Эрик Кретц — барабаны